# VIDEO TS
Video_TS oftewel Video Topic Starter is de naam van de map die wordt aangemaakt bij het branden van een dvd. In deze Topic Starter worden 3 bestanden geplaatst die een apparaat nodig heeft om de dvd te lezen: de gebrande videobestanden met een VOB-extensie, de IFO-bestanden met de menu-info van de dvd en de BUP-bestanden met de nodige back-upbestanden. Hoewel op de dvd vaak ook een map Audio_TS staat is deze meestal leeg omdat de audio op de dvd zich mee in het VOB-bestand bevindt en geen apart audiobestand is. Op professioneel gebrande dvd's is deze map meestal verzegeld vanwege auteursrechten.